# Nandail Upazila
Nandail Upazila är ett underdistrikt i Bangladesh. Det ligger i den centrala delen av landet, 100 km norr om huvudstaden Dhaka.
Trakten runt Nandail Upazila består till största delen av jordbruksmark. Runt Nandail Upazila är det mycket tätbefolkat, med 1 463 invånare per kvadratkilometer.